# Macrochiridothea kruimeli
Macrochiridothea kruimeli är en kräftdjursart som beskrevs av Hugo Frederik Nierstrasz 1918. Macrochiridothea kruimeli ingår i släktet Macrochiridothea och familjen Chaetiliidae. Inga underarter finns listade i Catalogue of Life.